# Kraften (Star Wars)
Denna artikel handlar om Kraften i Stjärnornas krig-filmerna. För Kraften i Sagan om Drakens återkomst, se Begrepp i Sagan om Drakens återkomst.
Kraften (engelska: The Force) är en fiktiv övernaturlig kraft i Star Wars-franchisen. Kraften är en form av galaxöverspännande naturreligion, som George Lucas tog inspiration av från Animan eller Manan som har liknande begrepp. Kraften finns överallt; den håller samman världen. Den som lärt sig hantera kraften kan styra den eller låta sig styras av den. Kraften ger förmåga att se in i framtiden, att flytta saker med bara tanken och att styra andras tankar. Men man kan även förstöra saker med hjälp av kraftens mörka sida. Eftersom kraften håller ihop allting kan man göra i princip allt. Kraften härrör från ett energifält som alstras av den mikroskopiska livsformen midi-chlorianer som finns i blodomloppet. 
Den religiösa aspekten av kraften går ut på tron att universum styrs av en bakomliggande kraft, och man ska antingen följa med eller flöda med kraften, vilket är den naturliga sättet att leva. Jediriddarna försöker fullfölja detta i så stor utsträckning som möjligt genom att leva i celibat, och enbart söka kunskap och en inre frid, som ger dem tillgång till alla kraftens aspekter. Denna träning är det som ger dem sina förmågor.
Men en med stark vilja kan bända kraften runt sig och på så sätt påverka sitt eget öde, men detta har ett pris, för kraften har en mörk sida, som gör att personer som försöker styra kraften till slut blir helt styrda själva, men då av kraftens mörka och korrupta baksida. Sithfurstarnas filosofi bygger på denna balansgång mellan total kontroll över kraften och total korruption.

## Citat
Uttrycket "Må kraften vara med dig" (engelska: May the Force be with you) kommer från Star Wars-filmerna och syftar på denna kraft. 
- "En Jedi använder Kraften för kunskap och försvar, aldrig för att förinta eller för egen vinnings skull" - Yoda
- "Men den mörka sidan styrs av hat, rädsla och avund och om du låter dessa känslor styra kommer de till slut att styra dig" - Yoda
- "Anakin Skywalkers midi-chloriannivå är över 20 000 - mer än Jedimästare Yoda" - Qui-Gon Jinn

### Fotnoter
1. ↑  Rasmus Kjaerbye-Petersen (27 april 2017). ”Världshistorien inspirerade till Star Wars” (på svenska). Allt om historia. Läst 13 juli 2018.